# Monki
Monki er en svensk butikskæde med modetøj og tilbehør, grundlagt i 2006. Monki er et søsterselskab til Weekday og Cheap Monday. De tre varemærker var i begyndelsen ejet af Fabric Scandinavien, men blev delvist opkøbt af H&M i 2008, for så siden at blive helt opkøbt i slutningen af 2010. 
Den første butik blev åbnet i Gøteborg i 2006. Siden har kæden ekspanderet med flere butikker i Sverige og udvidet til Danmark, Norge, Finland, Holland, Tyskland, Storbritannien, Frankrig, Rusland, Malaysia, Hongkong, Japan og Kina. 

## Butikker i Danmark
I Danmark findes der 10 Monki-butikker:
- Esbjerg
- Aalborg
- Aarhus
  - Bruuns Galleri
  - Guldsmedsgade
- København
  - Købmagergade
  - Field's
  - Fisketorvet
  - Frederiksbergcentret
  - Lyngby Storcenter
  - Kronen